# Kevin Venta
Kevin Venta, slovenski strelec, * 4. januar 1991, Trbovlje, † 6. julij 2024, Ormož.

## Življenje
Kevin je obiskoval osnovno šolo Velika Nedelja. Po končani OŠ se je tri leta šolal na srednji šoli za elektroniko in nato dve leti za živilskega tehnika. Diplomiral je na višji strokovni šoli in pridobil naziv inženir živilstva in prehrane. 

## Kariera
Strelstvo je začel trenirati februarja leta 2010. Njegov prvi in domači klub je Strelsko društvo Kovinar Ormož. Leta 2013 je tekmoval za nemške klube in pridobil tudi nemško državljanstvo. Največji karierni uspeh je dosegel na Sredozemskih igrah leta 2018, ko je v španski Tarragoni osvojil srebrno medaljo.